# آني ستيفنز بيركنز
آني ستيفنز بيركنز (بالإنجليزية: Annie Stevens Perkins)‏ هي كاتِبة أمريكية، (ولدت في سالم في الولايات المتحدة 1868 – 1946 م).
1. 1 2   https://www.familysearch.org/ark:/61903/1:1:Q59S-9XW3. {{استشهاد ويب}}: |url= بحاجة لعنوان (مساعدة) والوسيط |title= غير موجود أو فارغ (من ويكي بيانات) (مساعدة)